# Leon Uris
Leon Uris (ur. 3 sierpnia 1924 w Baltimore, zm. 21 czerwca 2003 w Shelter Island) – amerykański powieściopisarz pochodzenia żydowskiego podejmujący tematykę historyczną.
Autor kilka bestsellerów. Szczególną popularność zdobył jego Exodus (1958) o najnowszej historii Żydów.
Inne wybrane powieści:
- Mila 18 (1961) o powstaniu w getcie warszawskim
- Armageddon: A Novel of Berlin (1964), o problemach miasta po zakończeniu II wojny światowej
- Topaz (1967), o szpiegostwie Rosji w czasie kryzysu kubańskiego
- Trinity (1976), o walce Irlandii o niepodległość
- The Haj (1984), o powstawaniu państwa Izrael
- Mitla Pass (1988), o kryzysie sueskim, na podstawie własnych doświadczeń
- Redemption (1995), kontynuacja Trinity
- A God in Ruins (1999), o irlandzkim kandydacie na prezydenta USA, który okazuje się być Żydem

Był synem Wolfa Williama Urisa, żydowskiego emigranta z Polski, i Anny Uris z Blumbergów, której rodzice byli żydowskimi emigrantami z Rosji. 